# 按手禮

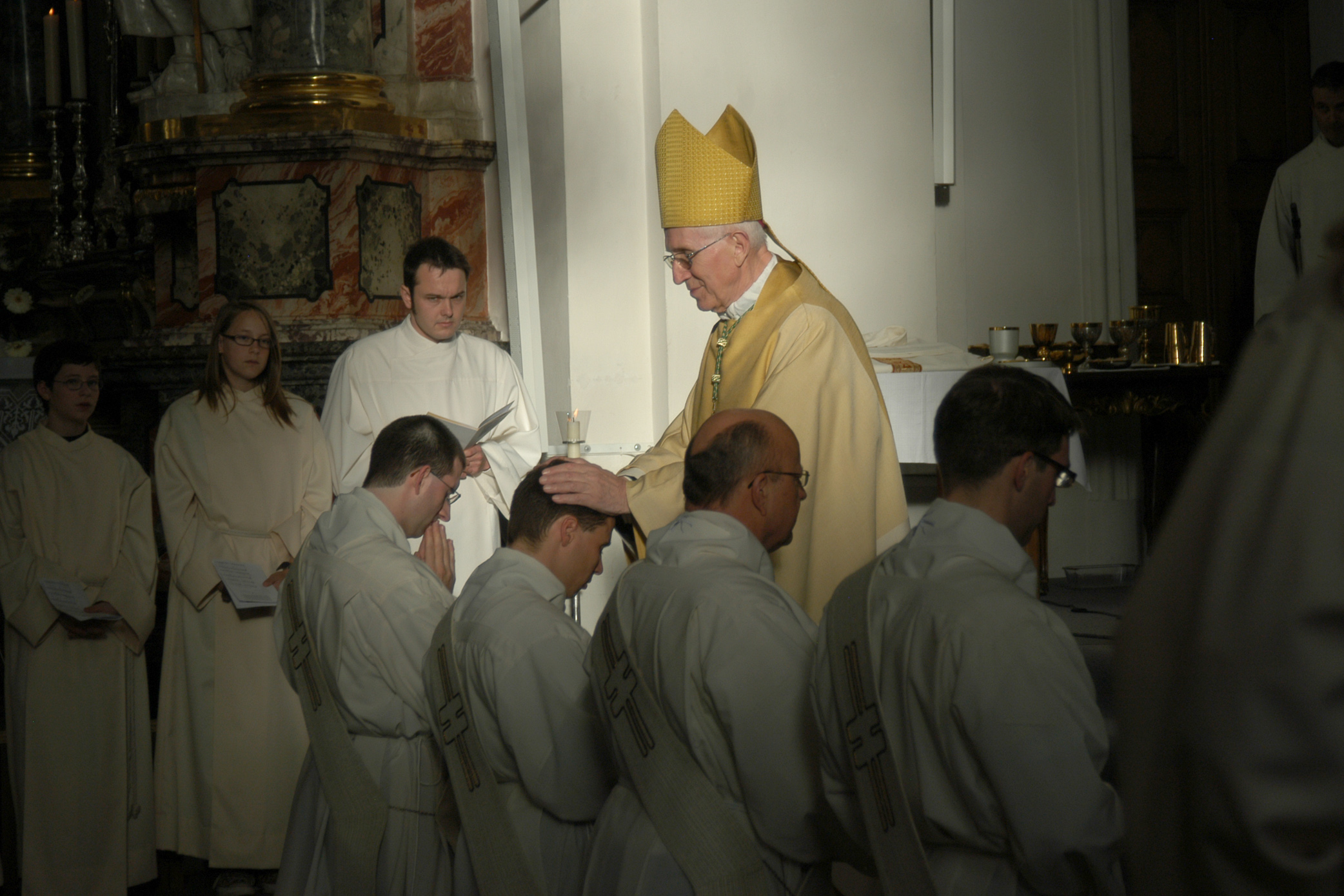
德國天主教神父任命儀式上的按手禮

按手禮或覆手礼，是一种宗教礼仪，见于犹太教、基督教和纳瓦霍人的宗教仪式中。在基督教教派中，主要是天主教會、東方基督教、聖公宗、五旬節派、浸禮宗等會使用。在天主教會中，该仪式被用于在坚振圣事、聖秩聖事、病人傅油聖事等聖事。